# Hirschenschlag (Gemeinde Reingers)
Hirschenschlag ist eine Ortschaft und eine Katastralgemeinde der Gemeinde Reingers im Bezirk Gmünd in Niederösterreich mit 111 Einwohnern (Stand 1. Jänner 2025).

## Geografie
Beim nahe der Staatsgrenze zu Tschechien liegenden Dorf fließt der Braunaubach auf österreichisches Staatsgebiet, in den der Ort auch entwässert. Das Dorf wird von der Landesstraße L8191 erschlossen und zur Ortschaft zählen weiters die Rotte Kleinhirschenschlag im Süden und der Weiler Kotlacke im Norden. Am 1. April 2020 umfasste die Ortschaft 61 Adressen.

## Geschichte
Hirschenschlag zählte über viele Jahrhunderte zur Herrschaft Litschau.
Im Ort gab es in früheren Jahrhunderten (neben unterschiedlich großen Lehenbauernhöfen) auch ein Hofbauerngut, welches aus einem aufgelassenen Meierhof der Herrschaft Litschau hervorgegangen war. Bis in die 1660er-Jahre hinein war dort ein herrschaftlicher Meierhof vorhanden gewesen, wie der dortige herrschafftsmayr Kaspar Schönleitner in einer Verlassenschaftsabhandlung aus dem Jahr 1664 bezeugt. Der Meierhof wurde Anfang der 1670er-Jahre von der Herrschaft in ein Hofbauerngut umgewandelt und verkauft. Im Jahr 1690 handelte es sich dabei um einen hoff und ganzlechen, welcher im Unterschied zu den anderen Bauernlehen unterschiedlicher Größe hinsichtlich der zu entrichtenden Abgaben wie dienst, robath, steur, mannathgeldter, contribution unnd anschlag einen festgesetzten Pauschalbetrag von jährlich 20 Gulden zu entrichten hatte. Die rechtliche Grundlage dazu lag in einem entsprechenden contract vom 1. Jänner 1672 begründet. Drei Abgaben waren in diesem Pauschalbetrag jedoch nicht enthalten, nämlich die jährlich zu reichenden Georgi- und Michaelidienste sowie die Weihnachtsehrung, wobei jeweils 6 Gulden 40 Kreuzer zu reichen waren. Auch im 18. und 19. Jahrhundert ist das Hirschenschlager Hofbauerngut quellenmäßig gut belegt. Im Jahr 1822 wurde der Ort als Dorf mit 23 Häusern genannt, das nach Reingers eingepfarrt war, wohin auch die Kinder eingeschult wurden. Die Herrschaft Litschau besaß die Ortsobrigkeit, übte die Landgerichtsbarkeit aus, besorgte die Konskription und hatte die Grundherrschaft inne.
Laut Adressbuch von Österreich waren im Jahr 1938 in der Ortsgemeinde Hirschenschlag zwei Gastwirte, ein Gemischtwarenhändler, ein Schmied, ein Trafikant und zahlreiche Landwirte ansässig. Im Zuge der Niederösterreichischen Kommunalstrukturverbesserung trat die damalige Ortsgemeinde Hirschenschlag per 1. Jänner 1971 der Gemeinde Reingers bei.

## Siedlungsentwicklung
1590/91 zählte Hirschenschlag 14 untertänige Häuser; 1751 gab es 15 untertänige Häuser.
Zum Jahreswechsel 1979/1980 befanden sich in der Katastralgemeinde Hirschenschlag insgesamt 66 Bauflächen mit 26.771 m² und 33 Gärten auf 9.945 m², 1989/1990 waren es 65 Bauflächen. 1999/2000 war die Zahl der Bauflächen auf 181 angewachsen und 2009/2010 waren es 95 Gebäude auf 176 Bauflächen.

## Landwirtschaft
Die Katastralgemeinde ist landwirtschaftlich geprägt. 303 Hektar wurden zum Jahreswechsel 1979/1980 landwirtschaftlich genutzt und 146 Hektar waren forstwirtschaftlich geführte Waldflächen. 1999/2000 wurde auf 290 Hektar Landwirtschaft betrieben und 157 Hektar waren als forstwirtschaftlich genutzte Flächen ausgewiesen. Ende 2018 waren 274 Hektar als landwirtschaftliche Flächen genutzt und Forstwirtschaft wurde auf 160 Hektar betrieben. Die durchschnittliche Bodenklimazahl von Hirschenschlag beträgt 20,4 (Stand 2010).